# 1394 Algoa
1394 Algoa (1936 LK) là một tiểu hành tinh vành đai chính được phát hiện ngày 12 tháng 6 năm 1936 bởi Cyril V. Jackson ở Union Observatory, Johannesburg.